# 앨리시아 식토스
앨리시아 식토스(Alicia Sixtos, 1988년 5월 27일 ~ )는 미국의 배우이다.

## 방송
- 더 포스터스

## 영화
- 페넌스 (2018년)
- 어벤져스 (2012년) - 여성 기술자 역
- 커스텀 메리 (2011년) - 메리 역
- 하이 스쿨 (2010년)
- 셀터 (2007년)
- 달콤한 열여섯 (2006년) - 에일린 역